# Oleksandr Kryvets
Aleksandr Iourievitch Krivets (en russe : Александр Юрьевич Кривец) est un joueur ukrainien de volley-ball né le 21 janvier 1985 à Kharkiv (RSS d'Ukraine). Il mesure 2,03 m et joue central.

## Clubs
| Club                | De        | À         |
| ------------------- | --------- | --------- |
| Fenerbahçe Istanbul | 2005-2006 | 2005-2006 |
| Azot Tcherkassy     | 2006-2007 | 2006-2007 |
| Iurakademia Kharkiv | 2007-2008 | 2007-2008 |
| DY Kaliningrad      | 2008-2009 | 2010-2011 |
| L. Novossibirsk     | 2011-2012 | 2011-2012 |
| Dinamo Moscou       | 2012-2013 | 2012-2013 |
| Dinamo Krasnodar    | 2013-2014 | ...       |

## Palmarès
- Championnat d'Ukraine
  - Finaliste : 2007
- Championnat de Turquie
  - Finaliste : 2006
- Coupe de Russie (1)
  - Vainqueur : 2011